# Jörg Wischnauski
Jörg Wischnauski (* 1980 in Hamburg) ist ein deutscher Schauspieler. Bekanntheit erlangte er durch seine Mitwirkung in Pesthauch der Menschlichkeit (2018) von Marian Dora sowie in Einöde der Peiniger (2022) des Schweizer Filmemachers Juval Marlon.

## Laufbahn
Erste Schauspielerfahrungen sammelte Jörg Wischnauski seit 2010 beim Amateurtheater.
Sein Spielfilmdebüt als Schauspieler hatte er mit einer Hauptrolle in Pesthauch der Menschlichkeit von Marian Dora, welcher 2017 in Italien gedreht wurde. Der Film hatte 2021 seine Premiere auf dem Weekend of Fear in Erlangen. Der Film ist seit 2021 mehrmals kommerziell ausgewertet worden.
In den Jahren 2020 und 2021 stand Jörg Wischnauski für mehrere Kurzfilme wie z. B. Konversion, Obsession und Warum läuft Herr W. Amok? für René Wiesner vor der Kamera.
Im Jahr 2021 lieferte er mit A toasted day sein Regiedebüt ab.
Ebenfalls 2021 stand Jörg Wischnauski für Einöde der Peiniger des Schweizer Filmemachers Juval Marlon vor der Kamera. Hier verkörpert er die Rolle des Morris in einer Hauptrolle. Der Film wird seit Juli 2022 bei Blacklava Entertainment auf DVD vermarktet.
2022 stand Jörg Wischnauski für den Spielfilm Thanatomania des Undergroundfilmemachers René Wiesner unter anderem mit Dietrich Kuhlbrodt und Brian Trenchard-Smith vor der Kamera.

## Filmografie (Auswahl)
- 2018: Notruf Hafenkante (Fernsehserie: Folge Der Superheld)
- 2018: Pesthauch der Menschlichkeit
- 2020: Konversion (Kurzfilm)
- 2020: Notruf Hafenkante (Fernsehserie: Folge Pick-Up-Artist)
- 2020: Curveball – Wir machen die Wahrheit
- 2020: Tatort: Die goldene Zeit
- 2020: Frühlingsgefühle (Kurzfilm)
- 2021: Obsession (Kurzfilm)
- 2021: Warum läuft Herr W. Amok?
- 2021: a toasted day
- 2021: Notruf Hafenkante (Fernsehserie: Folge Männercamp)
- 2022: Einöde der Peiniger
- 2023: Thanatomania
- 2023: Fake News – The Bloody Truth
- 2024: Des Töchterleins Leid